# Napomyza mimula
Napomyza mimula är en tvåvingeart som beskrevs av Spencer 1969. Napomyza mimula ingår i släktet Napomyza och familjen minerarflugor. Inga underarter finns listade i Catalogue of Life.